# Sân bay Soummam
Sân bay Soummam (IATA: BJA, ICAO: DAAE), là một sân bay gần Bejaia, Algérie.

## Các hãng hàng không và các điểm đến
- Aigle Azur (Marseille, Paris-Orly)
- Air Algérie (Algiers, Annaba, Lyon, Marseille, Paris-Orly)